# Melanie Scrofano
Melanie Neige Scrofano (Ottawa, 20 december 1981) is een Canadese actrice.

## Biografie
Scrofano werd geboren in Ottawa op 20 december 1981. Ze is van Italiaanse afkomst, haar moeder is ambtenaar en haar vader ingenieur. Ze begon op dertienjarige leeftijd met modellenwerk en ging acteren toen haar agent haar begon voor te stellen voor acteerklussen.
In 2002 kreeg Scrofano haar eerste rol in de televisieserie Undressed. Er volgden nog meer gastrollen in diverse andere series. In 2010 speelde ze de terugkerende rol van October in de serie Pure Pwnage. Datzelfde jaar had ze ook een terugkerende rol van Rebecca in Being Erica. In 2014 was ze te zien in de films Wolves en RoboCop. In 2012 speelde ze de terugkerende rol van Tia Tremblay in het derde seizoen van de serie The Listener. In het vierde seizoen van de serie werd haar rol uitgebreid naar een hoofdrol. Van 2016 tot 2021 speelde ze de titelrol in de serie Wynonna Earp. Sinds 2022 speelt ze de terugkerende rol van kapitein Marie Batel in Star Trek: Strange New Worlds.
Scrofano trouwde in juli 2006 met Jeff Pentecost, het paar heeft twee zonen.

## Filmografie
- Library of Congress Control Number: nb2018015899
- MusicBrainz: bb0aad0d-fd1d-414f-81f9-d442eb226d59
- Nederlandse Thesaurus van Auteursnamen: 412437287
- Virtual International Authority File: 26150686606612541685
- WorldCat: E39PBJvmJPdvy7rpJMf8wxwV4q